# L'Heptaméron

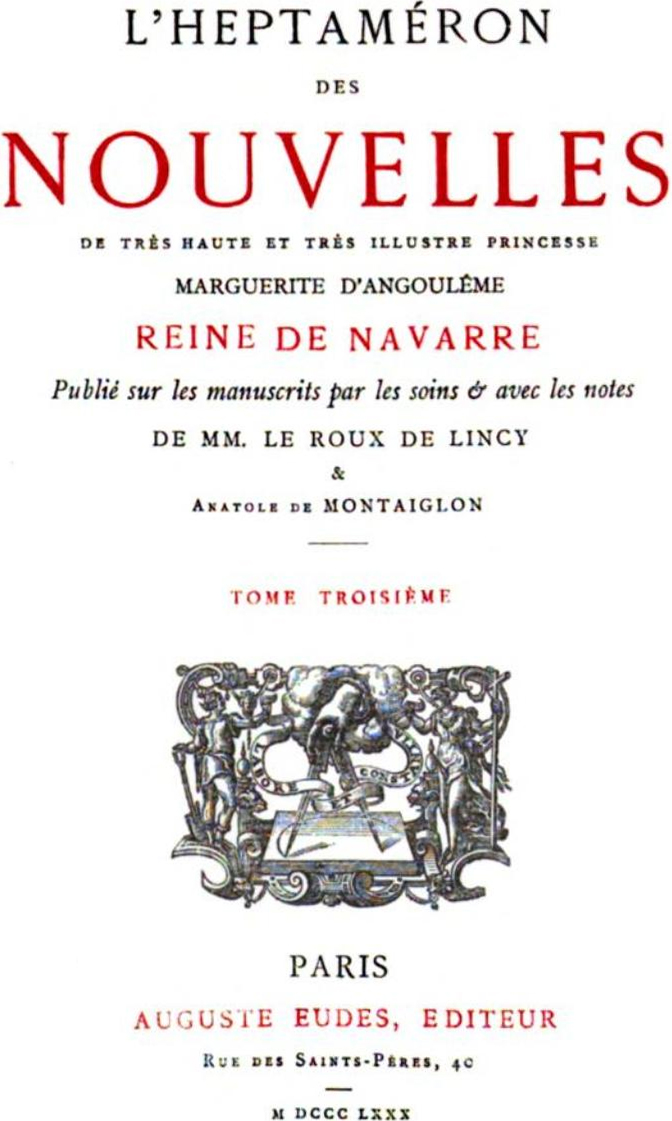

L'Heptamerón (em português, Heptamerão ou Heptameron) é uma coleção de 72 novelas breves escritas em língua francesa pela rainha Margarida de Angoulême, consorte de Henrique II de Navarra, e publicada de forma póstuma em 1558. Recebe seu nome do grego, que quer dizer sete dias, estando o oitavo incompleto. Segue, pelo menos em parte, o modelo do Decamerão de Boccaccio. O quadro narrativo em que se inscrevem as histórias é o de alguns nobres que estão descansando em Cauterets, em Midi-Pyrénées, e que contam histórias para se entreterem uns aos outros enquanto estão isolados por tempestades. A temática da obra oscila entre o romance amoroso, as infidelidades, a lascívia, etc. Margarita toma suas histórias de diversas fontes, dos fabliaux, de Boccaccio, da fontes clássicas, da literatura oral, da literatura medieval, de histórias de sua época, etc.